# Santo Anselmo em Aventino (diaconia)
Santo Anselmo em Aventino (em latim, S. Anselmi in Aventino) é uma diaconia instituída em 25 de maio de 1985, pelo Papa João Paulo II. Sua igreja titular é Sant'Anselmo all'Aventino.

## Titulares protetores
- Paul Augustin Mayer, O.S.B. (1985-1996); título pro illa vice (1996-2010)
- Fortunato Baldelli (2010-2012)
- Lorenzo Baldisseri (2014-2024) ; título pro illa vice (2024-)